# Donald fait du camping
Série Donald Duck
Pour plus de détails, voir Fiche technique et Distribution.
Donald fait du camping (Donald's Vacation) est un court métrage d'animation américain des studios Disney avec Donald Duck, sorti le 9 août 1940.

## Synopsis
Donald s'offre des vacances comprenant une descente en kayak.

## Fiche technique
- Titre original : Donald's Vacation
- Titre français : Donald fait du camping
- Série : Donald Duck
- Réalisation : Jack King
- Scénario : Carl Barks, Jack Hannah
- Animation : Jack Hannah, Ed Love, Judge Whitaker
- Musique : Oliver Wallace
- Production : Walt Disney
- Société de production : Walt Disney Productions
- Société de distribution : RKO Radio Pictures
- Format : Couleur (Technicolor) - 1,37:1 - Son mono (RCA Sound System)
- Durée : 8 min
- Langue : Anglais
- Pays :  États-Unis
- Dates de sortie : États-Unis : 9 août 1940

## Voix originales
- Clarence Nash : Donald Duck

## Voix françaises
- Sylvain Caruso : Donald Duck

## Titre en différentes langues
D'après IMDb :
- Argentine : Las Vacaciones de Donald
- Suède : Kalle Anka på semester

## Sorties DVD
- Les Trésors de Walt Disney : Donald de A à Z, 1re partie (1934-1941).